# The Moon and the Nightspirit
The Moon and the Nightspirit magyarországi duó, mely középkori és pogány népzenét kever éteri hatásokkal. 2003-ban alakult, tagjai Tóth Ágnes és Szabó Mihály. Szövegeiket ősi mesék és a sámánizmus ihlették, az első albumuk angol nyelven lett rögzítve, a második stúdióalbum viszont már csak magyar szövegeket tartalmazott.
A csapatot az Equilibrium Music gondozza kezdetektől fogva, lehetőséget adva állandó fellépésre rangos nyugati fesztiválokon, illetve turnékon olyan csapatokkal, mint a Corvus Corax.

## Diszkográfia
- 2005: Of Dreams Forgotten and Fables Untold
- 2007: Regő Rejtem
- 2009: Ősforrás
- 2011: Mohalepte
- 2014: Holdrejtek
- 2017: Metanoia
- 2020: Aether

## Külső hivatkozások
- Hivatalos honlap Archiválva 2013. március 17-i dátummal a Wayback Machine-ben
- Myspace